# Guillem Clua i Sarró
Guillem Clua (Barcelona, 1973) és un dramaturg, guionista, director d'escena i periodista català. És considerat dels autors contemporanis catalans amb més projecció internacional i la seva obra dramatúrgica, inspirada fortament en el món anglosaxó, gira sovint l'entorn de la comunitat LGBTIQ+, tant pel que fa a la seva vessant romàntica, com també històrica, revolucionària i de tarannà transgressor.

## Trajectòria
Guillem Clua es llicencià en Periodisme per la Universitat Autònoma de Barcelona i inicià la seva formació teatral a la London Guildhall University. Els seus inicis teatrals es vinculen a l'Obrador de la Sala Beckett i les seves obres més conegudes, La pell en flames, Smiley i L'oreneta, han estat traduïdes a nombrosos idiomes i s'han representat per tot el món. S'han traduït a l'anglès, alemany, italià, francès, grec, búlgar i serbocroat. Amb el seu primer text, Invisibles, va obtenir el Premi de Teatre Ciutat d'Alcoi 2002, i el 2004, La pell en flames va obtenir el Premi Alcoi per segona vegada i el Premi de la Crítica al millor Text del 2005. La versió en anglès s'ha estrenat en set ciutats nord-americanes, i el 2006 el dramaturg es va traslladar a Nova York per a presentar-hi Gust de cendra. Seguidament, va escriure Marburg, estrenada al Teatre Nacional de Catalunya (TNC) el 2010.
En els darrers anys, Clua ha escrit obres amb una gran influència política com són L'Oreneta, El gust de les cendres, La pell en flames i Justícia, que fou la darrera obra revelació a Barcelona. Es tracta d'una peça teatral que presenta una història que va des del final de la Guerra Civil Espanyola a les primeres manifestacions gais a Barcelona, i des del concert dels Beatles a La Monumental a la transició, i que inclou el cas Banca Catalana i el pujolisme. Precisament, el 2020 aquesta obra va rebre el Premi Nacional de Literatura Dramàtica del Ministeri de Cultura.
Una altra de les seves obres amb més abast i recepció positiva de la crítica és Smiley, una comèdia romàntica gai en català escrita per al I Torneig de Dramatúrgia Catalana el 2011 i estrenada al Teatre Flyhard de Sants (Barcelona) l'any 2012. El seu gran èxit feu que passés a d'altres sales barcelonines, com el Teatre Lliure o el Teatre Capitol durant diversos anys, amb altres adaptacions a sales teatrals de capitals internacionals i, finalment, una adaptació literària i una posterior sèrie televisiva a Netflix original en castellà (i doblada al català) l'any 2022.